# Амстердам
Амстерда́м (нидерл. Amsterdam [ˌɑmstərˈdɑm], в старых русских источниках также Амстель-дамм, Дамм на Амстеле) — столица и крупнейший город Нидерландов. Согласно конституции Нидерландов, с 1814 года является столицей королевства, при этом правительство, парламент и верховный суд располагаются в Гааге. Расположен в провинции Северная Голландия на западе страны в устье реки Амстел, у бухты Эй. Амстердам соединён Нордзе-каналом с Северным морем.
По состоянию на июль 2020 года население муниципалитета Амстердам составляет 869 709 человек, вместе с пригородами (городской округ) — 2,4 млн жителей (по состоянию на январь 2013 года). Амстердам является частью агломерации Рандстад, которая является 6-й по величине в Европе.
Амстердамский муниципалитет состоит из семи районов и городской территории Весп.
Название города произошло от двух слов: «Амстел» — название реки и «дам» — «дамба». В XII веке это была небольшая рыбачья деревня, но во времена Золотого века Нидерландов Амстердам стал одним из наиболее значимых портов мира и крупным торговым центром.
В Амстердаме насчитывается более 100 километров каналов, около 90 островов и 1500 мостов. Четыре основных канала: Херенграхт, Кейзерсграхт, Принсенграхт и Сингелграхт вместе образуют концентрические полукольца, которые опоясывают город. Благодаря этому, город называют «Северной Венецией».
Линия обороны Амстердама представляет собой 135-километровое кольцо укреплений вокруг города и является объектом всемирного наследия ЮНЕСКО.
Город является местом концентрации различных культур — в апреле 2009 года здесь проживали представители 177 национальностей.
Амстердам также является финансовой и культурной столицей Нидерландов. Здесь расположились штаб-квартиры 7 из 500 наиболее крупных мировых компаний, например, Philips и ING Groep. Также в центре города расположена старейшая в мире фондовая биржа.
В Амстердаме расположен главный офис Гринпис.
Многие крупные мировые компании базируются в Амстердаме или открыли в нем свои штаб-квартиры, например Uber, Netflix и Tesla.
Множество достопримечательностей: Рейксмюзеум, Музей Винсента Ван Гога, Городской музей, Эрмитаж на Амстеле, квартал красных фонарей (Де Валлен) — ежегодно привлекает в город около 4,2 миллиона туристов.
Другими важными культурными центрами являются Музей NEMO, Тропический музей, Музей судоходства.
Среди известных жителей Амстердама на протяжении всей истории: художники Рембрандт и Ван Гог, Анна Франк, философ Бенедикт Спиноза.
В 2005 году был запущен бренд «I amsterdam». Новый символ Амстердама, разработанный нидерландским рекламным агентством KesselsKramer, обыгрывает грамматическую конструкцию I Am — «Я есть». Находка заключается в том, что «Am…» одновременно являются первыми буквами названия города и подчеркивает индивидуализм бренда: речь идет о каждом человеке в отдельности, («I» — я), которые и делают город особенным. В начале декабря 2018 буквы Iamsterdam убрали c площади перед музеями.

## Этимология
После наводнений 1170 и 1173 годов местные жители, обитавшие у реки Амстел, построили мост через реку и плотину, назвав деревню «Amestelledamme» (буквально — «дамба на Амстеле»). Самое раннее известное использование этого названия содержится в документе от 27 октября 1275 года, который освобождает жителей деревни от уплаты мостовой пошлины графу Флорису V. В этом документе упоминаются «люди, живущие около Amestelledamme», то есть около дамбы на Амстеле. К 1327 году название деревни трансформировалось в «Амстердам» (Aemsterdam).

## Физико-географическая характеристика

### Географическое положение

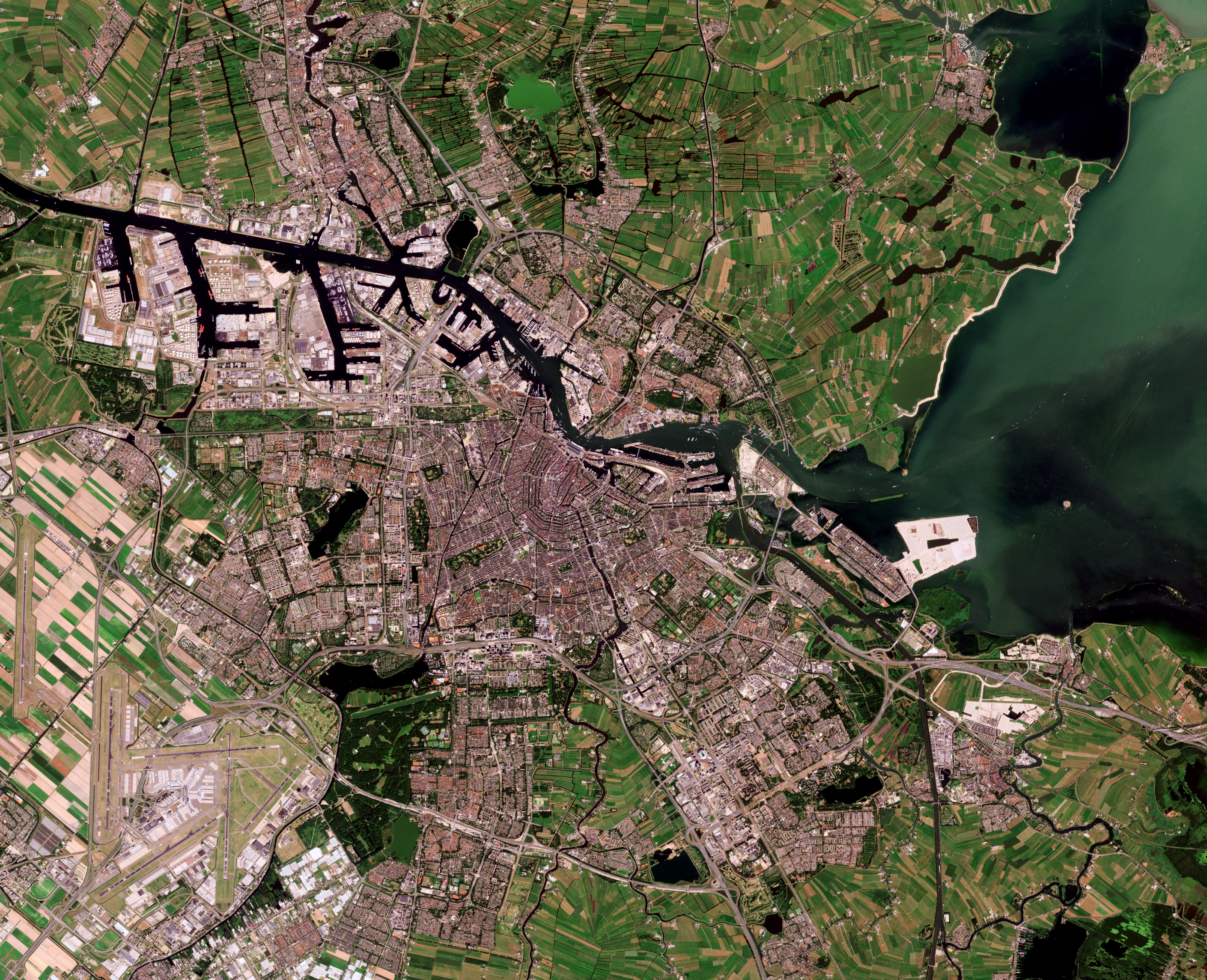
Вид на Амстердам со спутника

Амстердам расположен на северо-западе Нидерландов в провинции Северная Голландия в устье реки Амстел на берегу залива Эйсселмер. Река Амстел, протекая через центр города, образует сеть каналов и проток; кроме того, Нордзе-каналом город соединён с Северным морем, а каналом Амстердам-Рейн — с рекой Рейн, находясь при этом на высоте 2 м ниже уровня моря. Амстердам — высоко урбанизированный город: его общая площадь составляет 219,4 кв км, а плотность населения — 4457 человек на 1 кв км. Парки и природные заповедники составляют 12 % территории города. Сильная урбанизация Амстердама практически уничтожила естественный ландшафт города и формы рельефа.

### Климат
Амстердам находится в зоне умеренного климата, с большим влиянием моря. В городе преобладают северо-западные ветра, часто случаются шквалистые порывы и шторма.
В зимний период температура редко падает ниже 0 °C, заморозки случаются при перемещении холодных воздушных масс из Скандинавии и Восточной Европы. Лето в городе чаще тёплое, чем жаркое. Среднегодовая сумма осадков составляет 760 мм, при этом их большая часть приходится на период с марта по октябрь.
| Показатель                                                     | Янв. | Фев. | Март  | Апр.  | Май   | Июнь  | Июль  | Авг.  | Сен.  | Окт.  | Нояб. | Дек. | Год  |
| -------------------------------------------------------------- | ---- | ---- | ----- | ----- | ----- | ----- | ----- | ----- | ----- | ----- | ----- | ---- | ---- |
| Средний суточный максимум, °C                                  | 6,2  | 6,9  | 10,1  | 14,3  | 17,8  | 20,3  | 22,5  | 22,4  | 19,2  | 14,7  | 10,0  | 6,9  | 14,3 |
| Средняя температура, °C                                        | 3,8  | 4,1  | 6,5   | 9,8   | 13,3  | 16,0  | 18,1  | 18,0  | 15,1  | 11,3  | 7,4   | 4,6  | 10,7 |
| Средний суточный минимум, °C                                   | 1,2  | 1,0  | 2,8   | 5,2   | 8,6   | 11,3  | 13,5  | 13,4  | 11,0  | 7,7   | 4,5   | 1,9  | 6,8  |
| Среднее число солнечных часов в месяц                          | 69,0 | 94,3 | 146,0 | 197,7 | 230,7 | 217,2 | 225,4 | 203,5 | 154,2 | 116,9 | 66,8  | 58,2 | 1780 |
| Норма осадков, мм                                              | 67   | 55   | 52    | 40    | 54    | 65    | 82    | 99    | 84    | 87    | 85    | 82   | 850  |
| Средняя влажность, %                                           | 84   | 80   | 72    | 63    | 63    | 65    | 66    | 66    | 70    | 77    | 84    | 85   | 73   |
| Источник: Королевский нидерландский метеорологический институт |      |      |       |       |       |       |       |       |       |       |       |      |      |

## История

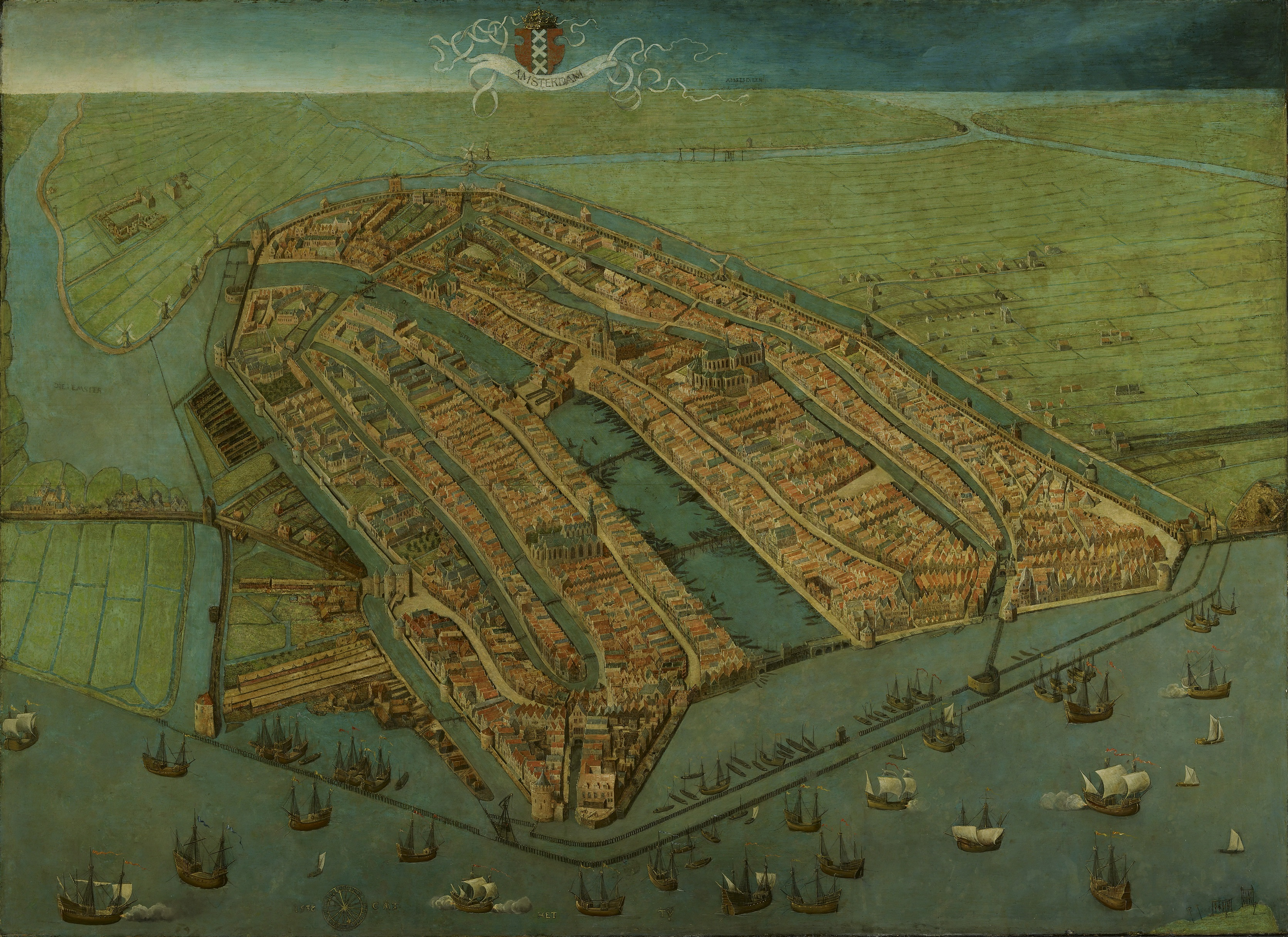
Карта Амстердама (1538)

В начале XIII века Амстердам был рыбачьим селом, принадлежавшим Амстельским помещикам. Первое документальное упоминание о городе относится к 27 октября 1275 года. Своим возникновением город был обязан дамбе, обезопасившей район от наводнений. Происхождение города зафиксировано в его названии (дословно — «дамба на реке Амстел»).
К XV веку Амстердам стал крупнейшим торговым городом Нидерландов.
В ходе Восьмидесятилетней войны крупнейший порт-конкурент Амстердама, Антверпен, был захвачен испанцами (1585 год), что привело к массовой миграции антверпенских торговцев и ремесленников и огромного количества евреев, спасавшихся от испанской инквизиции, в Амстердам. В XIV и XV веках город становится торговым центром. В XVI веке еврейские купцы принесли в Амстердам из Антверпена технику огранки алмазов. В 1960-х годах Амстердам оказался центром движения европейских хиппи. «Прово» и «кабаутеры» заставили дрожать от страха добропорядочных граждан.

## Флаг и герб

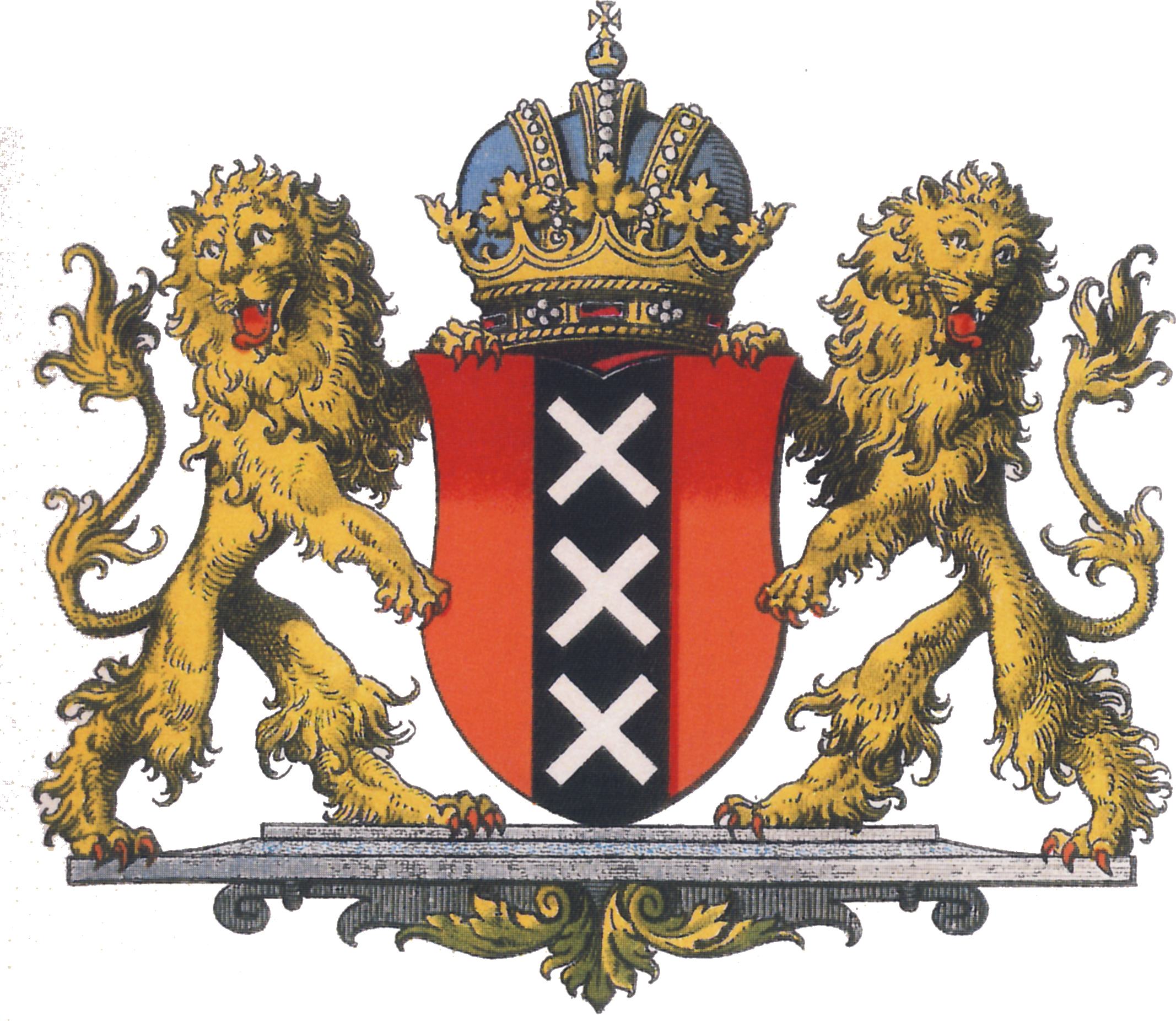
Герб Амстердама

На гербе Амстердама изображены три андреевских креста (хотя покровителем города считается Николай Чудотворец), эти кресты также являются составной частью флага. Три креста Святого Андрея обозначают три достоинства города: доблесть, твёрдость и милосердие. Девиз города — Heldhaftig, Vastberaden, Barmhartig («Доблестный, решительный, сочувствующий») — был дарован в 1947 году королевой Вильгельминой в знак признания отваги, проявленной во Второй мировой войне. Народная традиция также связывает эти три креста с тремя угрозами этому городу: водой, огнём и эпидемией.
Помимо крестов, на гербе присутствует корона Австрийской империи. В 1489 году Максимилиан I в благодарность за заслуги и займы даровал Амстердаму право украсить свой герб королевской короной, которая в 1508 году после коронации Максимилиана I императором Священной Римской империи была заменена на императорскую. В XVII веке она была снова заменена на корону Рудольфа II. Львы появились на гербе в XVI веке, когда Нидерланды были республикой.

## Экономика

### Финансы

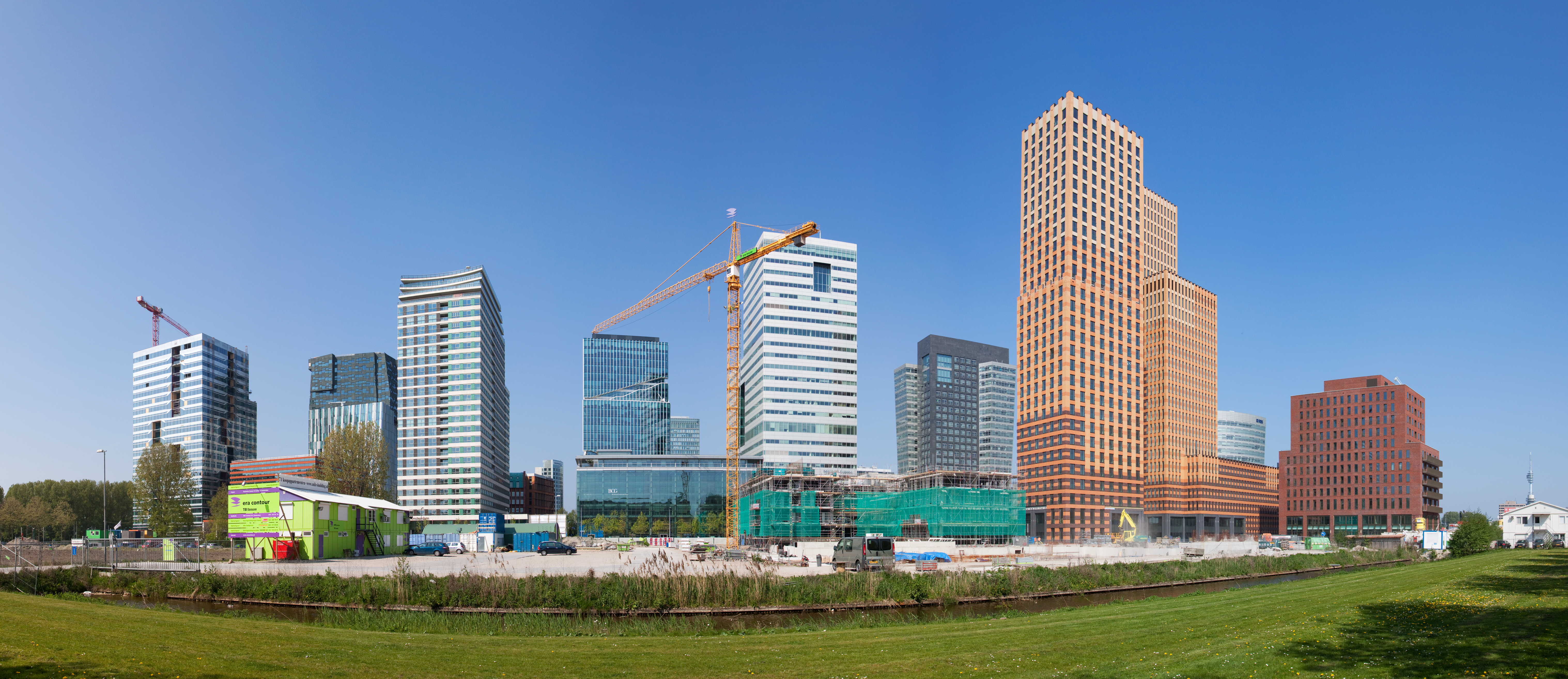
Финансовый район Амстердама — Зёйдас

Амстердам — финансовая столица Нидерландов. Это один из крупнейших городов Европы по количеству банков и корпораций, после Лондона, Парижа, Франкфурта и Барселоны. В Амстердаме находятся штаб-квартиры таких организаций, как Нидерландский банк, ABN AMRO, Akzo Nobel, Heineken, ING Groep, Ahold, TNT Express, TomTom, Delta Lloyd Group, VimpelCom Ltd и Philips. В историческом центре города до сих пор существуют офисы некоторых компаний, но большинство из них вынесено на южную окраину.
Амстердамская фондовая биржа — старейшая в мире и одна из крупнейших в Европе. Расположена недалеко от площади Дам в центре города.

### Промышленность

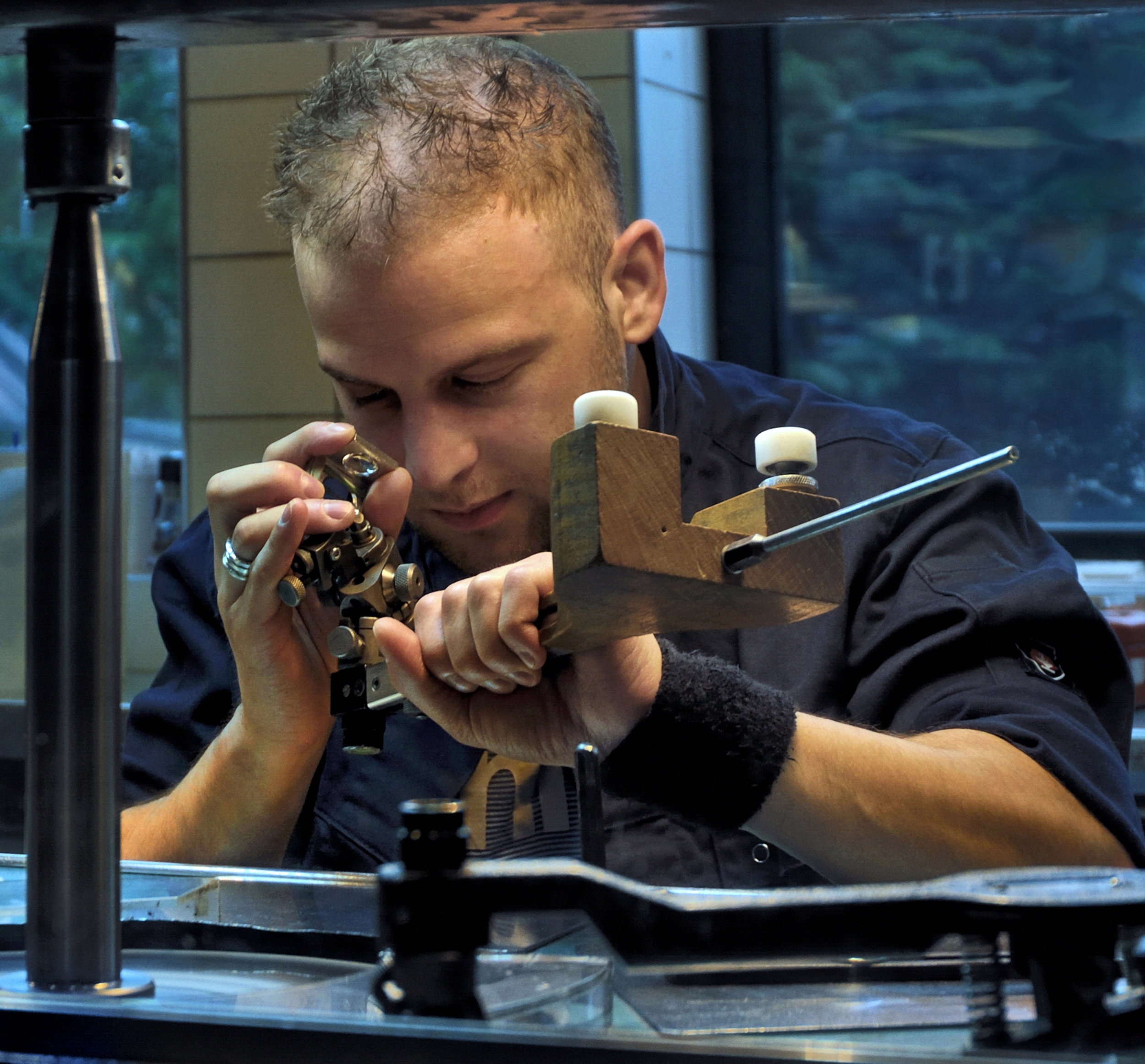
Огранщик алмазов

В Амстердаме и его пригородах размещены предприятия электротехнической промышленности и машиностроения. Особенное развитие получили: авиастроение, судостроение, химическая и деревообрабатывающая промышленность, нефтепереработка. Кроме того, город является центром гранения и торговли алмазами.
Столица Нидерландов известна своей лёгкой промышленностью. Здесь сосредоточено около 50 % оборота всей отрасли в стране. Пищевое производство основывается на переработке кофе, табака, какао, кокосового масла, картофеля, зерна и сахарной свеклы.

### Туризм
Амстердам является одним из самых популярных туристических центров Европы, ежегодно его посещают более 4,63 миллиона гостей из других стран (по данным 2009 года). Две трети гостиниц расположены в центре города. На четырёх- и пятизвёздочные отели приходится около 42 % всех спальных мест. Большинство туристов (74 %) приезжают из других стран Европы. Среди гостей из неевропейских стран наибольшую долю составляют граждане США (14 % от общего количества туристов).

#### «Кофешопы»
Кофешоп — разновидность заведений (в основном в Нидерландах), имеющих разрешение на публичную продажу конопли и продуктов из неё. По закону кофешоп может продать не более 5 граммов марихуаны одному посетителю. Это связано с законодательным ограничением максимального количества марихуаны, которую разрешено иметь при себе. Деятельность кофешопов регулируется «Опиумным законом» и нидерландской политикой по наркотикам. По некоторым оценкам, годовой оборот торговли марихуаной только в центральной части голландской столицы достигает 100 млн евро — прежде всего благодаря туристам. Всего в Амстердаме 173 кофешопа. Количество лицензий регулируется государством. Кофешопы, неоднократно нарушившие правила работы, могут быть закрыты властями. Свободные лицензии на открытие новых заведений разыгрываются по принципу лотереи.

## Транспорт
В Амстердаме очень много людей пользуются велосипедами. В 2019 году в городе насчитывается более 880 тыс. велосипедов. Таким образом велосипедов в Амстердаме больше, чем людей. Ежедневно 63 % людей пользуются велосипедом как основным транспортом для передвижения. Некоторые жители города имеют два и более велосипедов (в среднем в Нидерландах на каждого жителя приходится 1,3 велосипеда). В среднем, каждый житель Амстердама проезжает на велосипеде около 900 километров в год. Их популярность обуславливается удобством передвижения, относительно небольшой территорией Амстердама, большим количеством специальных дорожек, ровной местностью, относительным неудобством использования автомобиля. По разным подсчётам, в городе воруют от 80 до 120 тысяч велосипедов в год.

### Общественный транспорт

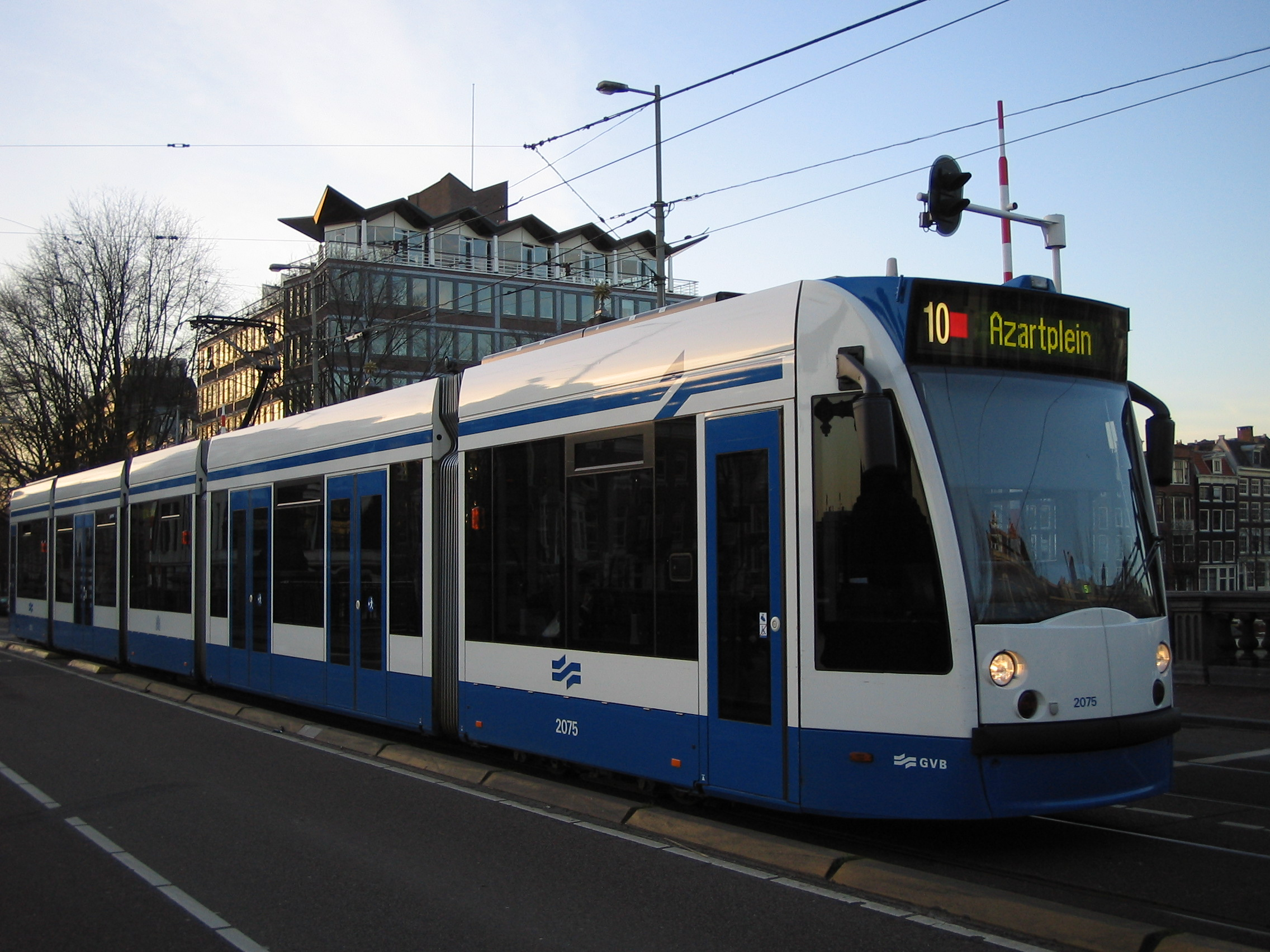
Амстердамский трамвай

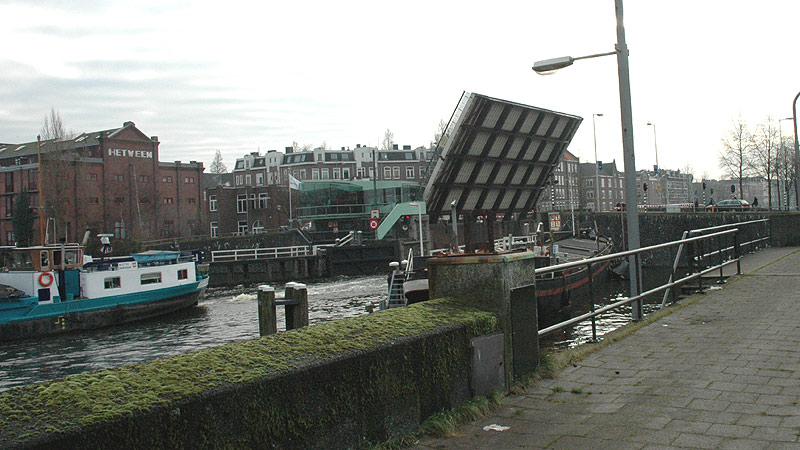
Разводной мост

Амстердам имеет хорошо развитую систему общественного транспорта. В городе действует метрополитен, традиционный и скоростной трамваи, автобусная сеть и паромные переправы через реку Эй. Весь городской общественный транспорт находится под управлением организации GVB (Gemeentevervoerbedrijf, то есть муниципальное транспортное предприятие). Пригородные автобусы, связывающие Амстердам с окрестностями, принадлежат другим операторам, в частности Arriva и Connexxion. Через Амстердам проходят ветки железной дороги, соединяющие другие крупные города Нидерландов.
На все виды городского транспорта действуют магнитные транспортные карты и проездные билеты.

### Автотранспорт
Через город проходят автострады , , , , , ,  и :
- : Амстердам — Хилверсюм — Амерсфорт — Апелдорн — Девентер — Хенгело — Германия
- : Амстердам — Утрехт — Хертогенбос — Эйндховен — Верт — Гелен — Маастрихт — граница с Бельгией у Визе
- : Амстердам — Схипхол (аэропорт) — Лейден — Гаага — Делфт
- : Амстердам — Алмере — Лелистад — Эммелорд — Яуре
- : Амстердам — Занстад — Пюрмеренд — Хорн — Мидденмер — Афслёйтдейк — Снек — Яуре — Херенвен — Драхтен — Гронинген — Ниусханс — Германия
- : Амстердам — Занстад
- : соединена с  — Амстелвен — Харлем — Бевервейк — Алкмар
- : кольцевая Амстердама

### Воздушный транспорт
Аэропорт «Схипхол» находится в 20 минутах езды на электричке от центрального вокзала. Это крупнейший аэропорт Нидерландов и 4-й по величине аэропорт Европы. Он был построен в 1916 году на месте осушённого Гарлемского озера. «Схипхол» располагает шестью взлётно-посадочными полосами, в настоящий момент[когда?] разрабатываются планы по расширению аэропорта.

## Наука и образование

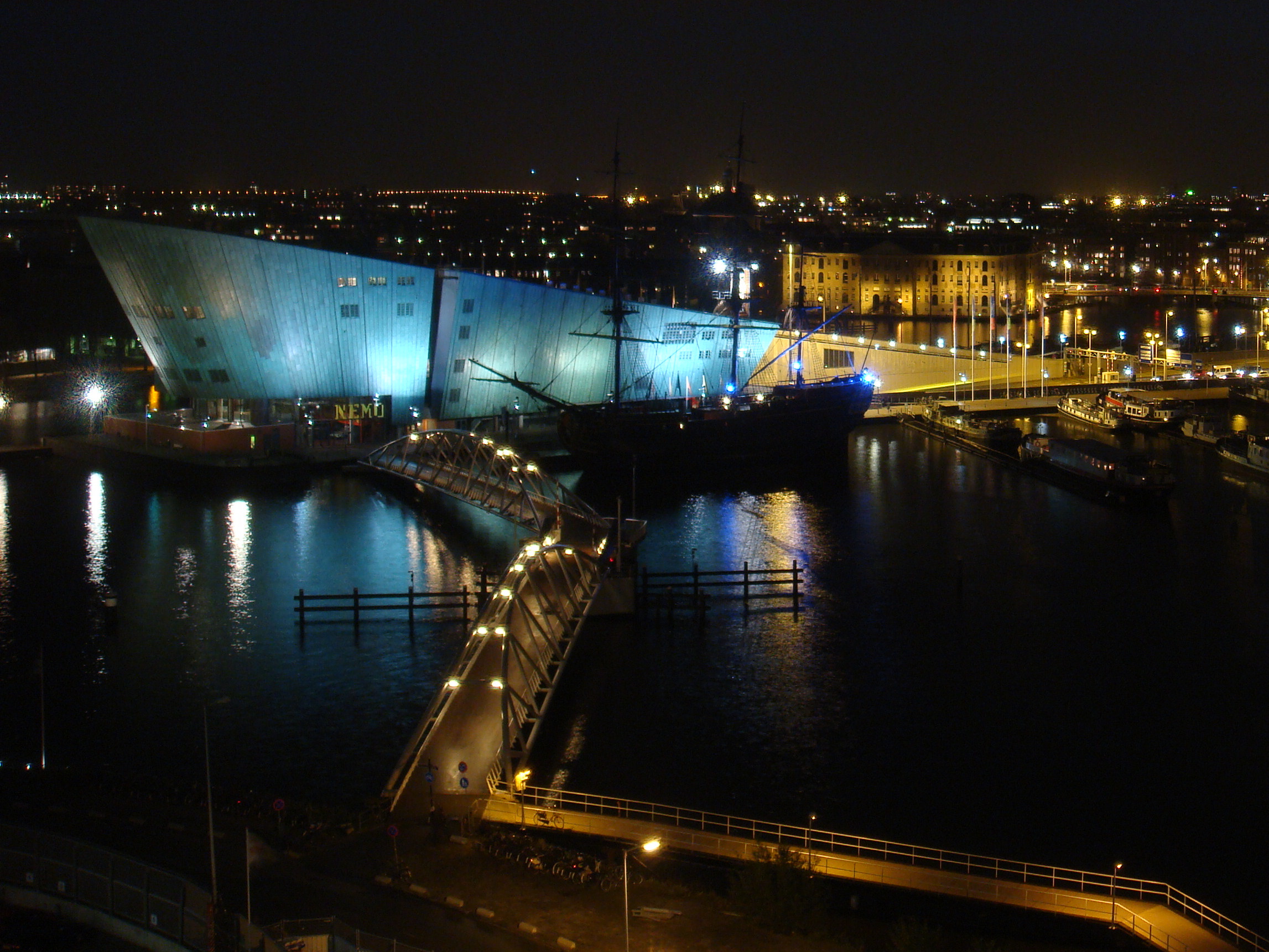
Музей NEMO ночью

На территории Амстердама находятся два университета: Амстердамский университет и Свободный университет.
Амстердамский университет был основан в 1632 году как Лицей просвещения и изначально включал в себя два факультета: экономический и философский. В 1877 году лицею было присвоено звание университета. В настоящее время университет подразделяется на семь факультетов: гуманитарных наук, общественных наук, естественных наук, факультет экономики и бизнеса, юридический факультет, медицинский факультет и отдельно от него зубоврачебный факультет. Здесь обучается свыше 25 тысяч студентов.
Свободный университет был основан в 1880 году на средства протестантской общины. До 60-х годов XX века в этом университете обучались практически исключительно студенты протестантского вероисповедания. Университет включает в себя 13 факультетов и 11 научно-исследовательских институтов.
В городе действует крупный научный музей «Немо» (основан в 1997 году), рассчитанный на молодёжную аудиторию. Купив билет в музей, посетители могут ознакомиться с основными законами физики, химии, биологии и других наук в непринуждённой игровой форме.
Амстердамская публичная библиотека — крупнейшая в Европе.

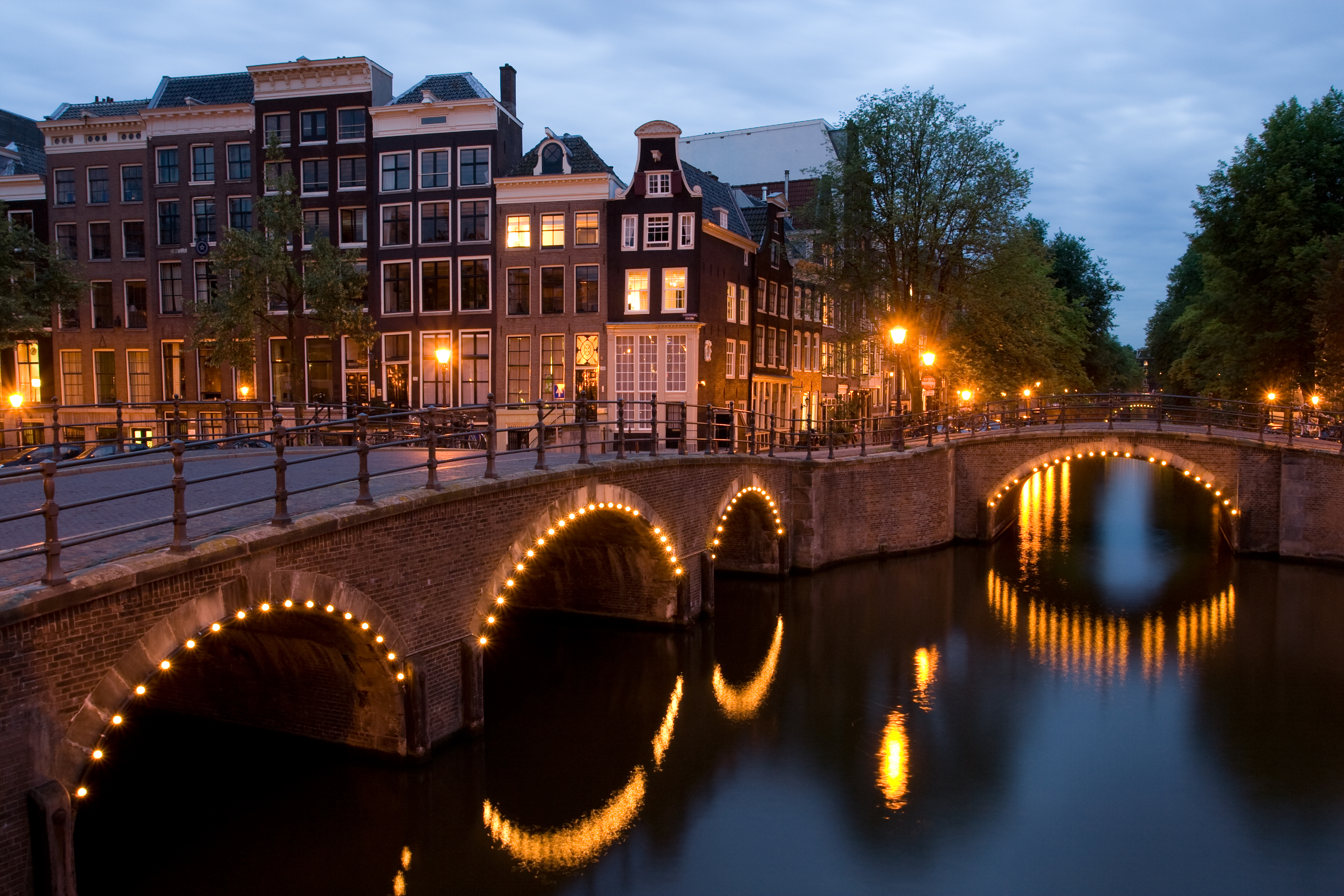
Вид на пересечение каналов Reguliersgracht и Кейзерсграхт в сумерках

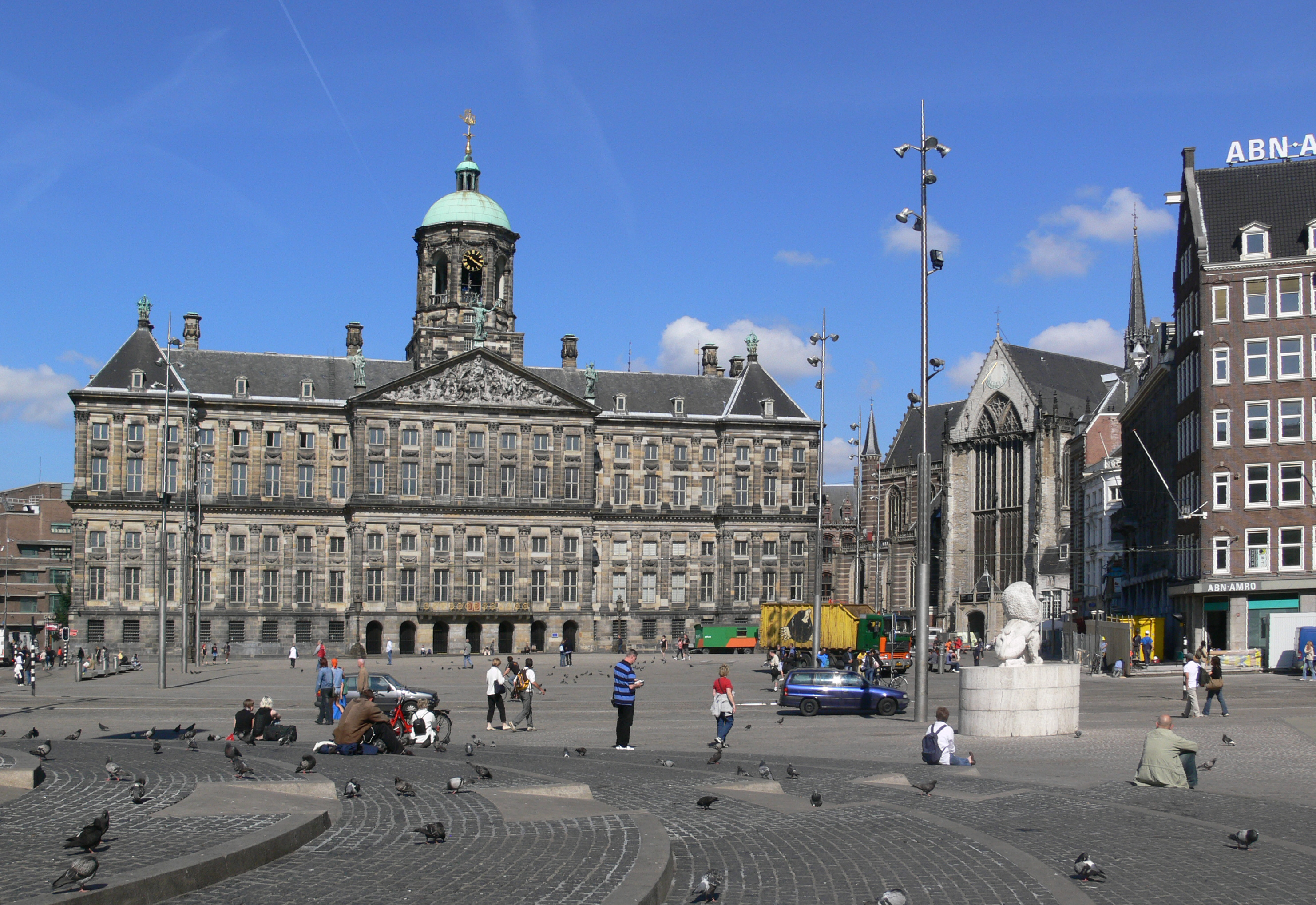
Королевский дворец на площади Дам

## Архитектура и достопримечательности

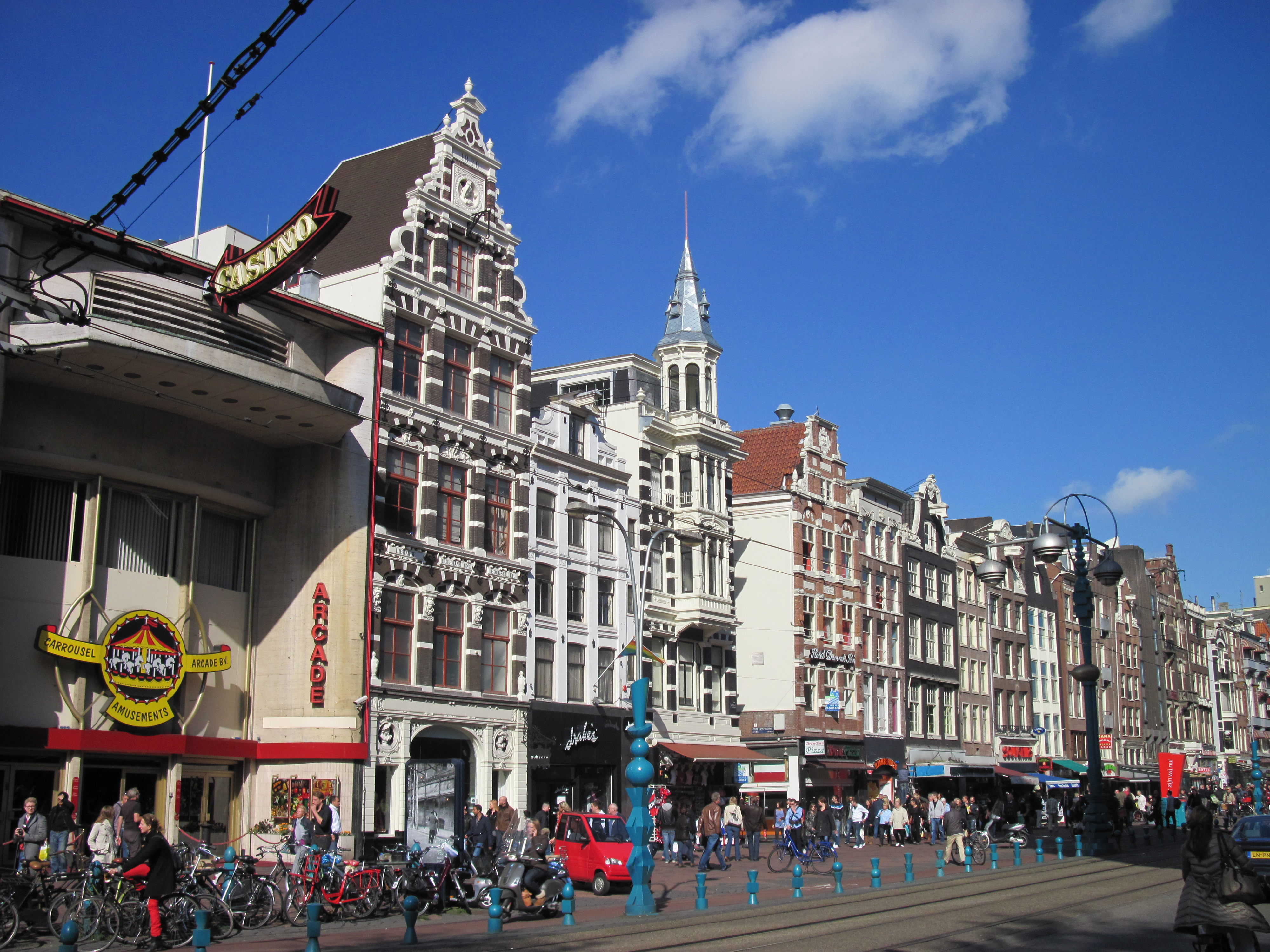
Улица Дамрак

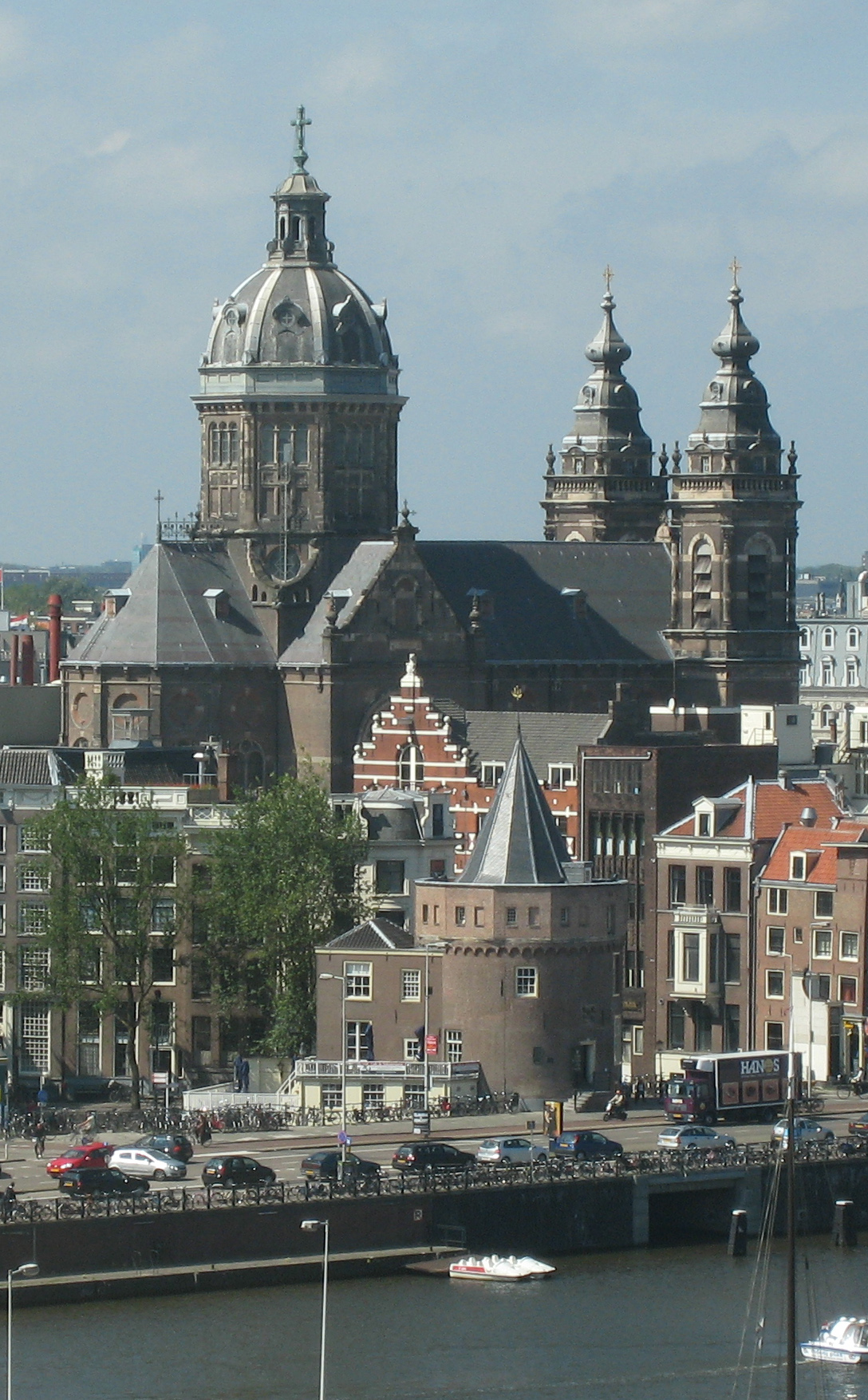
Церковь Святого Николая (Амстердам)

Памятник Б. Спинозе в Амстердаме

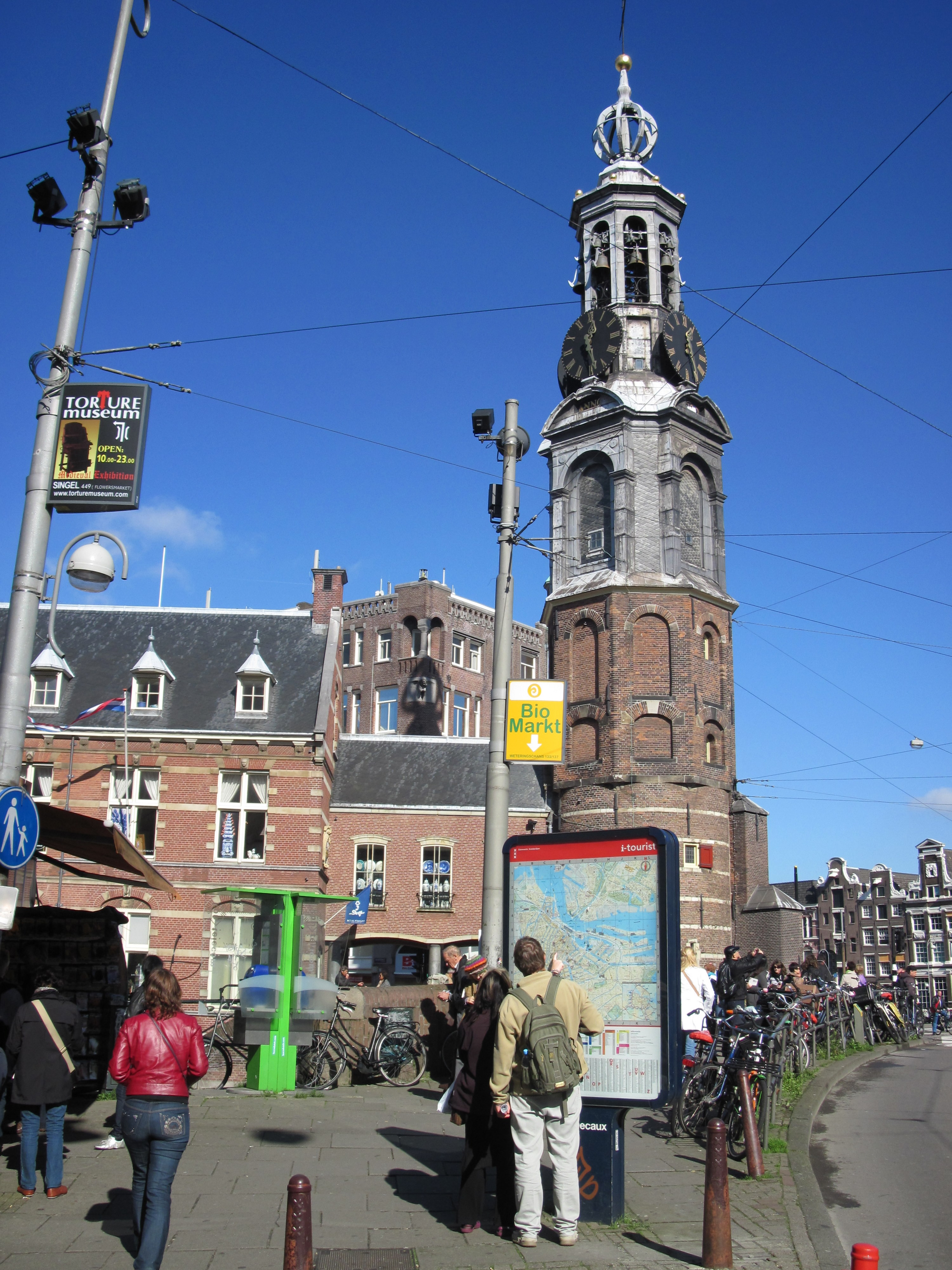
Монетная башня

Исторический центр Амстердама отличается большим количеством хорошо сохранившихся средневековых зданий: церквей, жилых и купеческих домов. Из-за большой и разветвлённой сети каналов многие постройки (см. Дом на канале) держатся на массивных деревянных сваях; со временем некоторые подгнивают, и дома начинают «плясать», удерживаясь от разрушения благодаря поддержке соседних зданий. На некоторых фасадах можно встретить поперечные балки, торчащие наружу. С помощью системы блоков и канатов эти балки использовались для поднятия грузов с бортов морских и речных судов прямо в складские помещения на чердаках. Скульптурный декор фронтонов чаще всего выполнен в виде лепной рамки квадратной или округлой формы в сочетании с украшениями, символизирующими род занятий хозяина дома (инструмент, фигурки булочников, рыбаков, портных и т. д.).
Центральная улица столицы — Дамрак, на ней расположены культурные центры, множество кафе, ремесленных мастерских и музеев. На пересечении Дамрак с улицей Рокин находится историческая площадь Дам. В западной части площади находится один из самых примечательных архитектурных объектов — Королевский дворец, который уже более 200 лет является резиденцией нидерландских монархов. Рядом находится Музей мадам Тюссо. Восточнее дворца — Национальный монумент, воздвигнутый в 1956 году в память о жертвах нидерландского народа, понесённых в борьбе с нацизмом.
Об истории еврейского народа в Амстердаме рассказывает Еврейский исторический музей, размещённый в бывшей «Большой синагоге» столицы.
Интересны и средневековые башни Амстердама — Монетная башня, Схрейерсторен и Монтелбансторен, сохранившиеся до нашего времени в отличном состоянии, а также здание Весовой палаты, построенное в 1488 году.
К современным архитектурным достопримечательностям относится эклектичный театр Тушинского (ныне кинотеатр), сооружённый в 1921 году.
В Амстердаме на каналах много «плавучих домов». Как правило, это «Уикэнд-хоумс», то есть дома, в которые их хозяева приезжают на выходные или на праздники, и не только из Нидерландов.
У молодёжи Амстердам имеет большую популярность благодаря разрешённому употреблению лёгких наркотиков, но только в специальных заведениях — «кофешопах», а также благодаря кварталу красных фонарей Де Валлен, где путаны выставляют себя напоказ в окнах-дверях, стилизованных под витрины и подсвечивающихся обычно красным светом.
В Амстердаме расположен большой зоопарк — Artis Zoo. В зоопарке находится более 750 видов животных и более 300 видов растений.

### Музеи
- Государственный музей (Рейксмюзеум)
- Музей Винсента Ван Гога
- Городской музей
- Эрмитаж на Амстеле
- Музей судоходства (Амстердам)
- Королевский дворец
- Еврейский исторический музей
- Музей Мадам Тюссо
- Музей сумок
- научный музей «Немо»
- Дом Анны Франк («Убежище»)
- Олимпийский стадион-музей
- дом-музей Рембрандта
- музей истории Амстердама Amsterdam Museum
- Музей Виллет-Гольтгейзен (Willet-Holthuizen), мебель и предметы интерьера XVIII века
- Музей Ван Лоон, (Museum Vaan Loon), образец купеческого/дворянского дома, XVI—XIX века
- музей каналов Амстердама Het Grachtenhuis
- музей фотографии FOAM
- музей кино EYE
- Музей Библии
- музей Амстелкринг, или церковь Господа-на-чердаке (потайная католическая церковь)
- музей бриллиантов (Diamond Museum)
- музей кошек
- музей пива Хайнекен с дегустацией
- Этнографический музей (Tropenmuseum)
- музей Сопротивления, посвященный Второй мировой войне
- The Amsterdam Dungeon, интерактивный музей-аттракцион и комната ужасов на тему истории Амстердама
- Археологический музей Алларда Пирсона (Allard Pierson Museum)

### Мосты

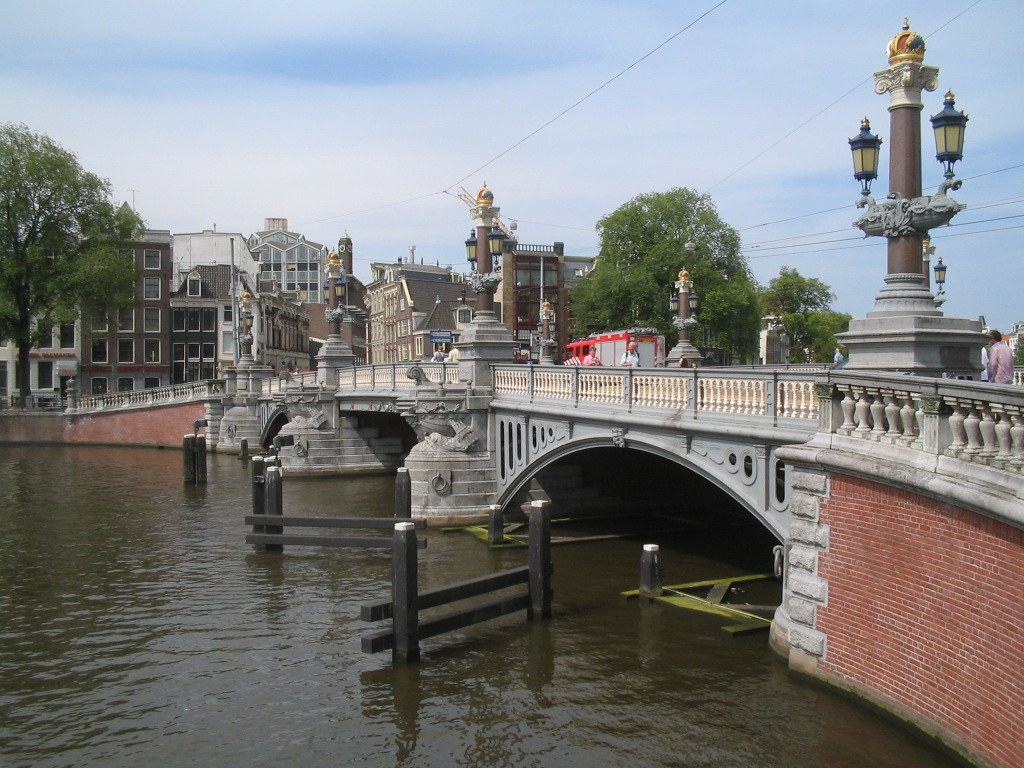
Синий мост
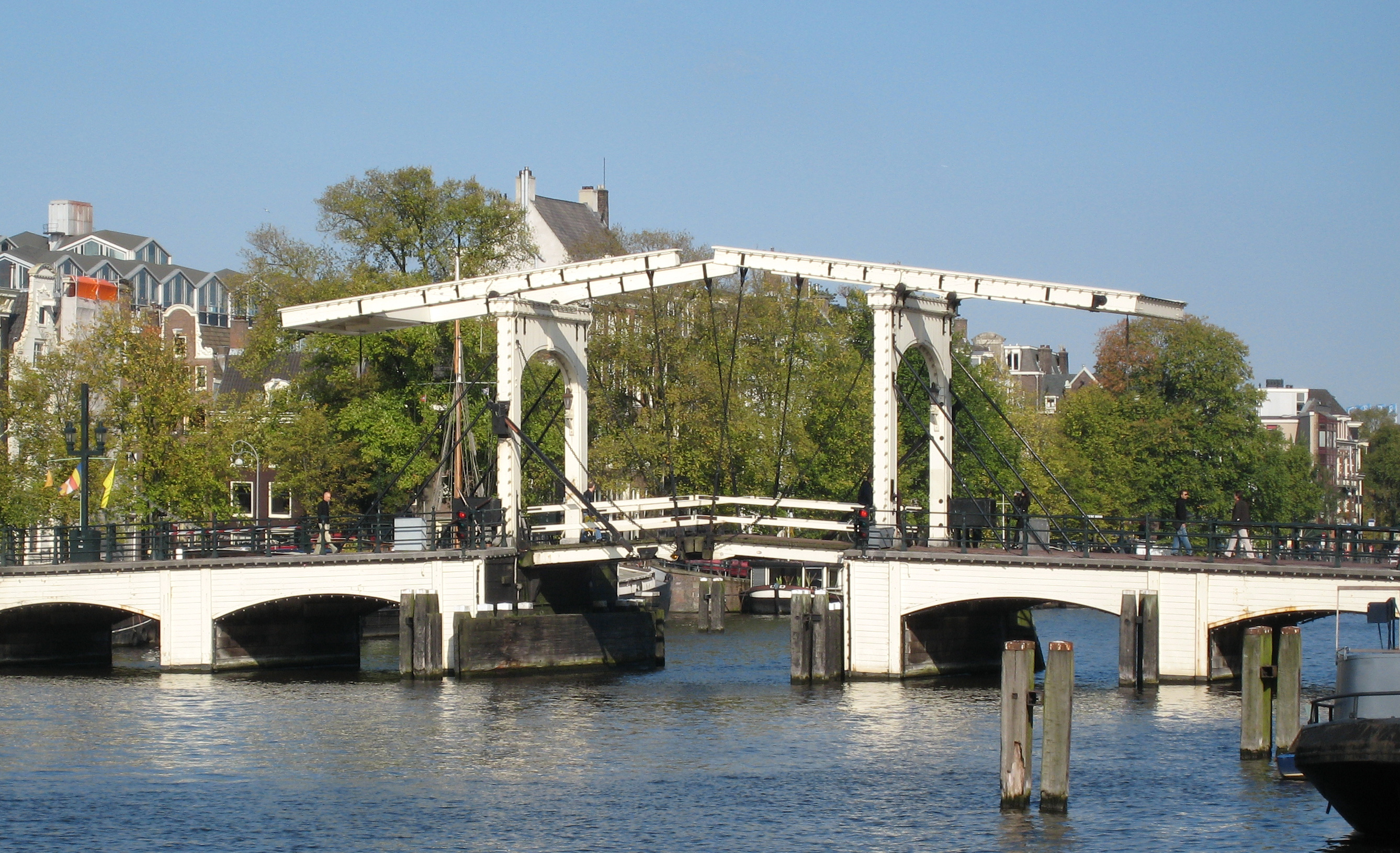
Магере-Брюг
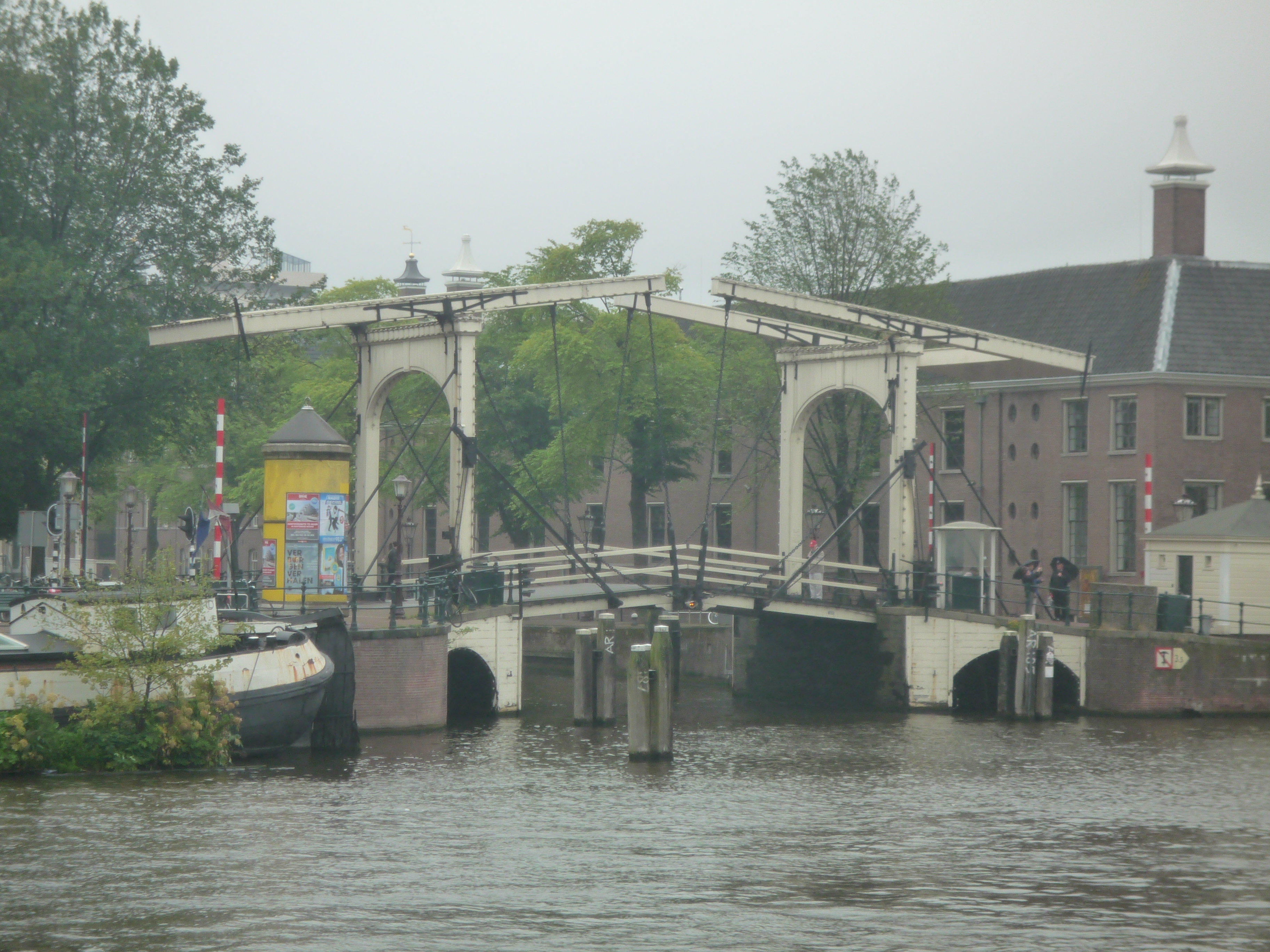
Старый мост

## Спорт
В городе ежегодно проводится множество соревнований. Среди них можно выделить Амстердамский марафон и пробег Dam tot Damloop. Центральный стадион Йохан Кройф Арена является домашней ареной футбольного клуба «Аякс».

## Религия
В Амстердаме проживают протестанты, есть также католики, мусульмане и представители других религий. В городе расположены монастырь и приход юрисдикции Русской православной церкви.

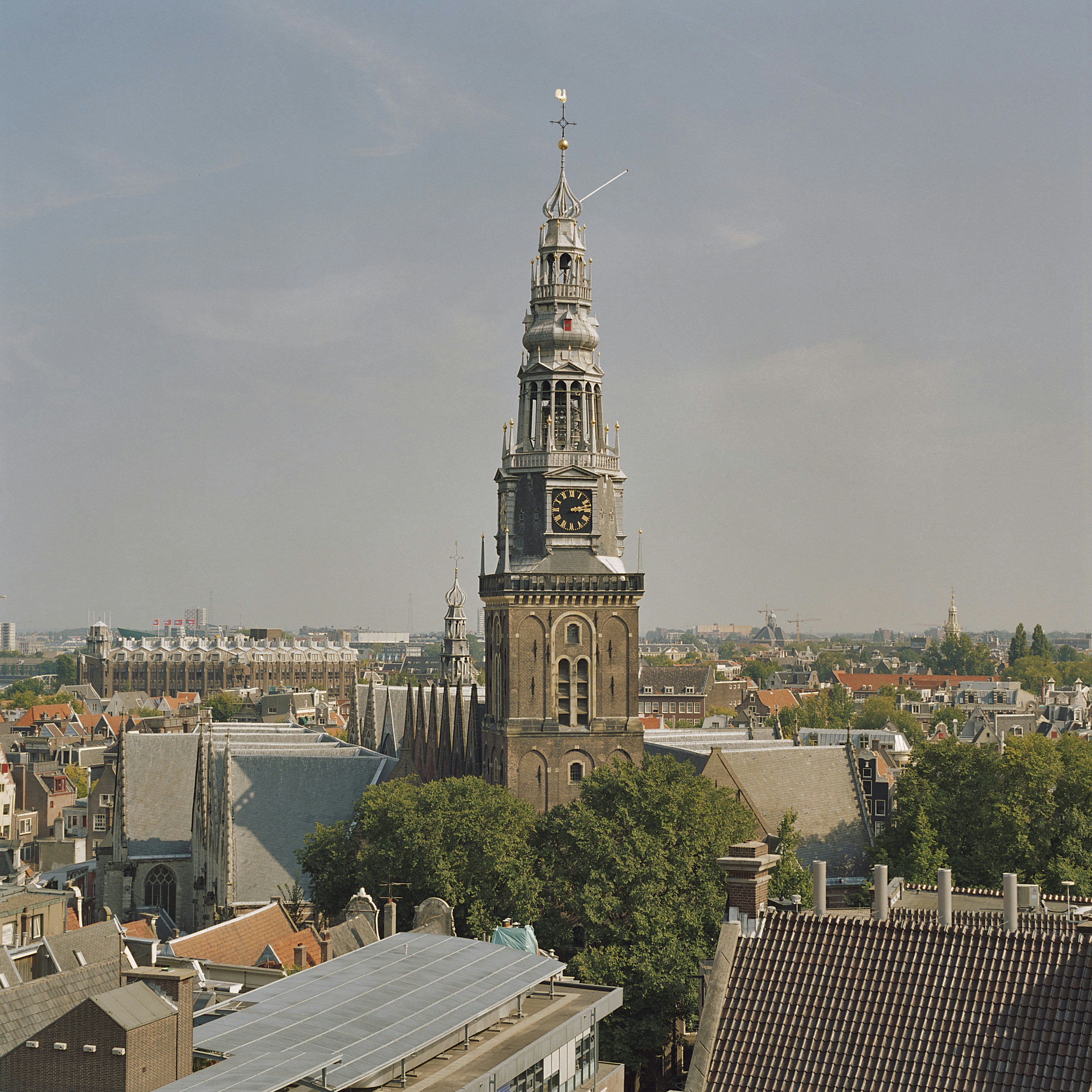
Старая церковь (Oude Kerk)

## Города-побратимы
- Пекин (кит. 北京), Китай (29 октября 1994)
- Каир (араб. القاهرة‎), Египет
- Монреаль (фр. Montréal, англ. Montreal), Канада
- Рига (латыш. Rīga), Латвия
- Вашингтон, США
- Нью-Йорк, США
- Майами, США
- Чикаго, США
- Лос-Анджелес, США
- Сан-Франциско, США

## Бенилюкс
- Брюссель, Бельгия
- Антверпен, Бельгия
- Люксембург (город), Люксембург
- Роттердам, Нидерланды
- Гаага, Нидерланды